# Papryka roczna

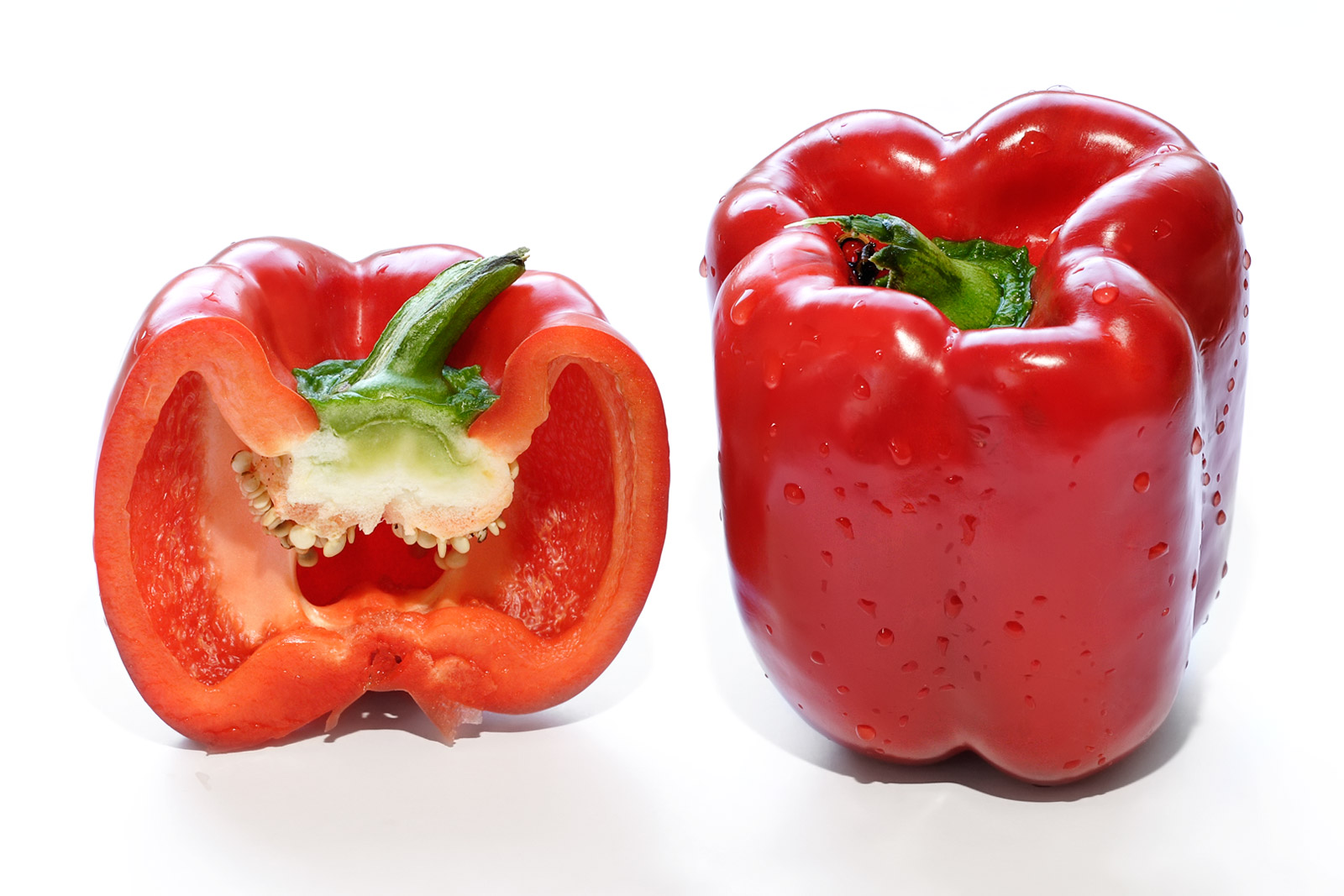
Owoc

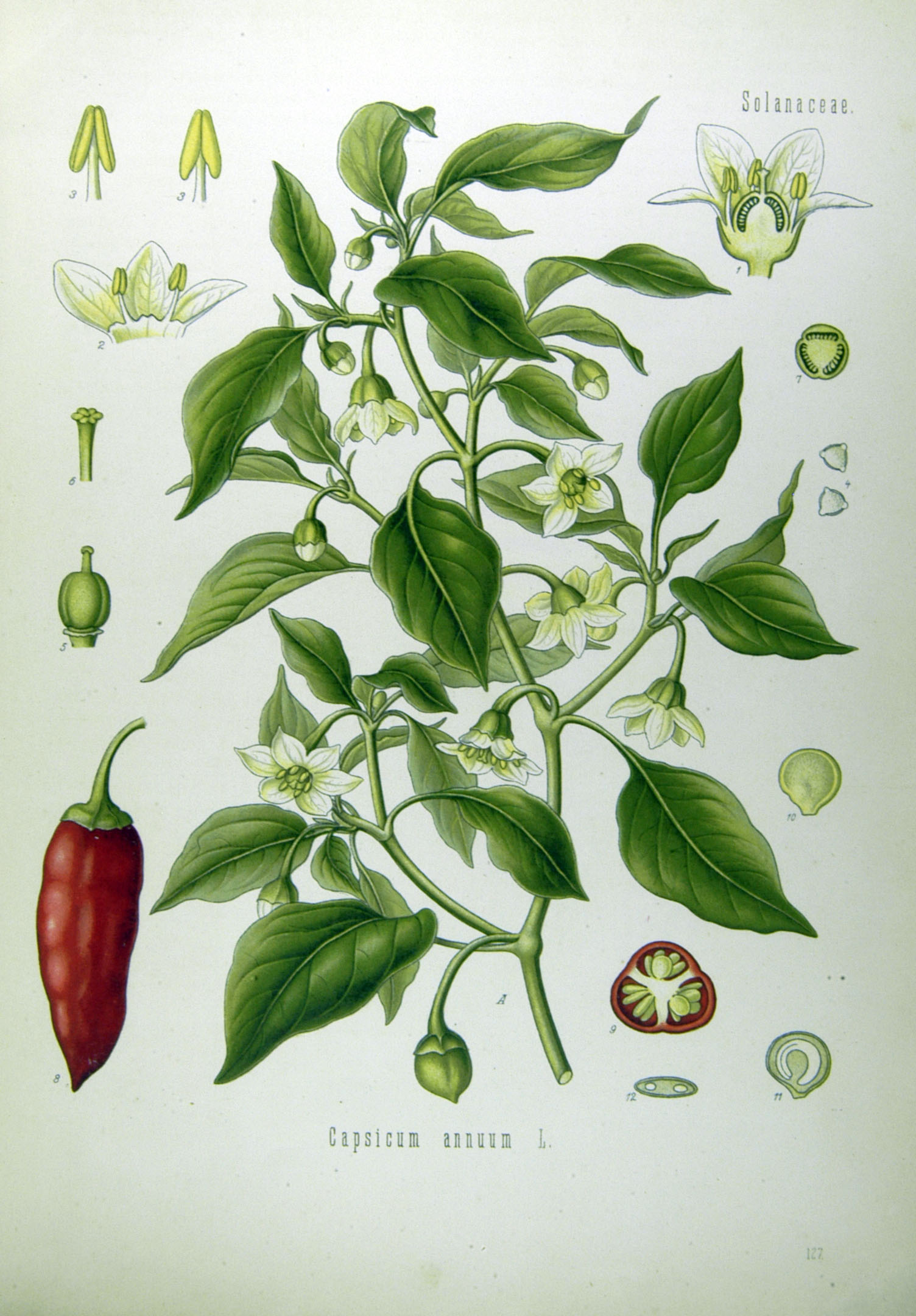
Morfologia papryki rocznej

Papryka roczna (Capsicum annuum L.) – gatunek rośliny z rodziny psiankowatych. Ma wiele nazw zwyczajowych: papryka owocowa, pieprzowiec roczny, pieprzowiec ostry, pieprz chilijski, pieprz turecki, pieprz hiszpański. Pochodzi z tropikalnych obszarów Ameryki. Jest rośliną uprawną. W Polsce jest uprawiana jako roślina jednoroczna, ale w krajach tropikalnych jest byliną.

## Morfologia
PokrójOsiąga wysokość 20–50 cm.
LiścieO kształcie od lancetowatego do jajowatego, ostro zakończone.
KwiatyWyrastają pojedynczo lub po 2–3 z kątów liści. Mają dzwonkowaty kielich z 5–7 krótkimi ząbkami, kolistą koronę o krótkiej rurce i kolorze białym lub żółtawym, czasami purpurowo lub fioletowo nabiegłą. Wewnątrz korony 1 słupek, 5 pręcików z fioletowymi pylnikami i 5 prątniczków.
OwocMało soczysta jagoda o długości 5–12 (15) cm, mająca grubą, skórzastą okrywę. W stanie dojrzałym jest u typowego gatunku czerwona.

## Zmienność
Podział na odmiany:
- Capsicum annuum var. annuum;
- Capsicum annuum var. glabriusculum (Dunal) Heiser & Pickersgill.

W uprawie znajduje się wiele kultywarów. Wśród odmian ozdobnych najczęściej uprawia się jednoroczne:
- ‘Christmas Greeting’ – ma owoce zielone, żółte, czerwone lub fioletowe;
- ‘Fiesta’ – ma spiczaste owoce, które podczas dojrzewania stopniowo zmieniają kolor od żółtego do czerwonego;
- ‘Rising Sun’ – ma owoce czerwone, jak pomidor.

## Zastosowanie
- Papryka roczna w wielu rejonach świata jest pospolicie uprawiana jako warzywo w licznych odmianach uprawnych (kultywarach). Znajduje się w rejestrze roślin rolniczych Unii Europejskiej. Owoce odmian słodkich są używane jako warzywo, owoce odmian o ostrym smaku jako przyprawa kuchenna. Zawierają cukry, witaminę A i C, a także alkaloid kapsaicynę, który nadaje im ostry smak[4]. Jego zawartość jest różna u różnych odmian. Pod względem zawartości witaminy C owoce papryki, zwłaszcza niedojrzałe, zajmują pierwsze miejsce wśród warzyw stołowych[7]. W kuchni wykorzystuje się zarówno świeże, jak i suszone owoce papryki łagodnej i ostrej. Są używane do sałatek i surówek oraz przyrządzania wielu potraw; sosów, gulaszu, paprykarzy. Zmielone owoce ostrej papryki są używane jako samodzielna przyprawa – tzw. pieprz cayenne, tabasco, chili i inne, wchodzą także w skład wielu złożonych przypraw, jak np. curry czy pieprz ziołowy.

- Odmiany o bardzo ostrym smaku, np. chili, są symbolem kuchni meksykańskiej. Używane są tam niemalże do wszystkich potraw. W Europie papryka najbardziej popularna jest w kuchni węgierskiej.
- Roślina ozdobna. Niektóre odmiany o drobnych i barwnych owocach są uprawiane jako ozdobne rośliny doniczkowe. Wyhodowane przez lato, zimą przez długi czas zdobią swoimi barwnymi owocami.

## Uprawa
- Historia uprawy: Indianie w Meksyku uprawiali ten gatunek już 5200 lat p.n.e. Natrafiono na nią także podczas wykopalisk w Ancon i Huaca Prieta na terenie Peru[10]. W Polsce jako roślina ciepłolubna, tropikalnego pochodzenia, uprawiana jest głównie pod osłonami; w szklarniach, inspektach i tunelach foliowych.
- Rozmnażanie: Z nasion, które w drugiej połowie marca wysiewa się do skrzynek w ciepłych inspektach lub ogrzewanych szklarniach.
- Pielęgnacja: Przez cały czas kiełkowania i rozwoju siewek należy utrzymywać temperaturę 18–25 °C. Po wykiełkowaniu siewki pikuje się, a w drugiej połowie maja wysadza do gruntu w rozstawie 40 × 50 cm. Przed wysadzeniem należy rośliny hartować przez częste wietrzenie. Do osiągnięcia dojrzałości potrzebuje 150–200 dni, wymaga też częstego podlewania. Musi rosnąć w pełnym słońcu, na żyznej, próchnicznej glebie. Najlepiej udaje się po kapustnych, nie należy jej natomiast uprawiać po pomidorach[7].